# Puchar Europy w Lekkoatletyce 1973 – finał mężczyzn
Finał pucharu Europy w lekkoatletyce w 1973 mężczyzn odbył się 8 i 9 września w Edynburgu. Wystąpiło sześć zespołów, które awansowały z trzech półfinałów.

## Klasyfikacja generalna
| Poz. | Reprezentacja   | Punkty |
| ---- | --------------- | ------ |
| 1    | ZSRR            | 82,5   |
| 2    | NRD             | 78,5   |
| 3    | RFN             | 76     |
| 4    | Wielka Brytania | 70,5   |
| 5    | Finlandia       | 65     |
| 6    | Francja         | 45     |

## Wyniki indywidualne
Kolorami oznaczono zawodników reprezentujących zwycięskie drużyny.

### Bieg na 100 metrów
| Lp. | Państwo         | Zawodnik            | Wynik |
| --- | --------------- | ------------------- | ----- |
| 1.  | NRD             | Siegfried Schenke   | 10,26 |
| 2.  | ZSRR            | Aleksandr Kornieluk | 10,34 |
| 3.  | RFN             | Jobst Hirscht       | 10,47 |
| 4.  | Finlandia       | Raimo Vilén         | 10,5  |
| 5.  | Wielka Brytania | Don Halliday        | 10,5  |
| 6.  | Francja         | Lucien Réchal       | 10,8  |

### Bieg na 200 metrów
| Lp. | Państwo         | Zawodnik               | Wynik |
| --- | --------------- | ---------------------- | ----- |
| 1.  | Wielka Brytania | Chris Monk             | 21,00 |
| 2.  | NRD             | Hans-Jürgen Bombach    | 21,05 |
| 3.  | Finlandia       | Ossi Karttunen         | 21,24 |
| 4.  | Francja         | Joseph Arame           | 21,26 |
| 5.  | RFN             | Franz-Peter Hofmeister | 21,31 |
| 6.  | ZSRR            | Juris Silovs           | 21,55 |

### Bieg na 400 metrów
| Lp. | Państwo         | Zawodnik          | Wynik |
| --- | --------------- | ----------------- | ----- |
| 1.  | RFN             | Karl Honz         | 45,20 |
| 2.  | Wielka Brytania | David Jenkins     | 46,00 |
| 3.  | Finlandia       | Ossi Karttunen    | 46,26 |
| 4.  | NRD             | Andreas Scheibe   | 46,4  |
| 5.  | Francja         | Francis Demarthon | 46,8  |
| 6.  | ZSRR            | Siemion Koczer    | 47,3  |

### Bieg na 800 metrów
| Lp. | Państwo         | Zawodnik        | Wynik   |
| --- | --------------- | --------------- | ------- |
| 1.  | Wielka Brytania | Andy Carter     | 1:46,44 |
| 2.  | ZSRR            | Jewhen Arżanow  | 1:46,70 |
| 3.  | NRD             | Dieter Fromm    | 1:46,71 |
| 4.  | Francja         | Roqui Sanchez   | 1:48,17 |
| 5.  | Finlandia       | Markku Taskinen | 1:48,96 |
| 6.  | RFN             | Josef Schmid    | 1:49,07 |

### Bieg na 1500 metrów
| Lp. | Państwo         | Zawodnik            | Wynik   |
| --- | --------------- | ------------------- | ------- |
| 1.  | Wielka Brytania | Frank Clement       | 3:40,79 |
| 2.  | RFN             | Paul-Heinz Wellmann | 3:41,85 |
| 3.  | NRD             | Klaus-Peter Justus  | 3:42,61 |
| 4.  | Finlandia       | Pekka Päivärinta    | 3:43,03 |
| 5.  | ZSRR            | Wołodymyr Pantelej  | 3:43,10 |
| 6.  | Francja         | Jacky Boxberger     | 3:46,16 |

### Bieg na 5000 metrów
| Lp. | Państwo         | Zawodnik           | Wynik    |
| --- | --------------- | ------------------ | -------- |
| 1.  | Wielka Brytania | Brendan Foster     | 13:54,65 |
| 2.  | NRD             | Manfred Kuschmann  | 13:55,31 |
| 3.  | RFN             | Harald Norpoth     | 13:57,66 |
| 4.  | ZSRR            | Michaił Żełobowski | 14:08,45 |
| 5.  | Finlandia       | Lasse Virén        | 14:18,23 |
| 6.  | Francja         | Noël Tijou         | 14:19,44 |

### Bieg na 10 000 metrów
| Lp. | Państwo         | Zawodnik             | Wynik    |
| --- | --------------- | -------------------- | -------- |
| 1.  | ZSRR            | Nikołaj Swiridow     | 28:44,08 |
| 2.  | RFN             | Detlef Uhlemann      | 28:44,22 |
| 3.  | NRD             | Karl-Heinz Leiteritz | 28:44,36 |
| 4.  | Francja         | Pierre Liardet       | 29:15,15 |
| 5.  | Wielka Brytania | Tony Simmons         | 29:23,56 |
| 6.  | Finlandia       | Risto Ala-Korpi      | 30:28,02 |

### Bieg na 110 metrów przez płotki
| Lp. | Państwo         | Zawodnik              | Wynik |
| --- | --------------- | --------------------- | ----- |
| 1.  | Francja         | Guy Drut              | 13,70 |
| 2.  | ZSRR            | Anatolij Mosziaszwili | 13,76 |
| 3.  | NRD             | Thomas Munkelt        | 13,77 |
| 4.  | RFN             | Günther Nickel        | 14,01 |
| 5.  | Finlandia       | Ari Salin             | 14,46 |
| 6.  | Wielka Brytania | Berwyn Price          | 25,20 |

### Bieg na 400 metrów przez płotki
| Lp. | Państwo         | Zawodnik           | Wynik |
| --- | --------------- | ------------------ | ----- |
| 1.  | Wielka Brytania | Alan Pascoe        | 50,07 |
| 2.  | ZSRR            | Dmitrij Stukałow   | 50,61 |
| 3.  | NRD             | Jürgen Laser       | 51,09 |
| 4.  | RFN             | Werner Reibert     | 51,13 |
| 5.  | Finlandia       | Ari Salin          | 51,73 |
| 6.  | Francja         | Jean-Pierre Corval | 51,94 |

### Bieg na 3000 metrów z przeszkodami
| Lp. | Państwo         | Zawodnik            | Wynik   |
| --- | --------------- | ------------------- | ------- |
| 1.  | Finlandia       | Tapio Kantanen      | 8:28,45 |
| 2.  | RFN             | Willi Maier         | 8:29,76 |
| 3.  | ZSRR            | Leonid Sawieliew    | 8:30,93 |
| 4.  | Francja         | Gérard Buchheit     | 8:33,05 |
| 5.  | Wielka Brytania | Steve Hollings      | 8:36,63 |
| 6.  | NRD             | Waldemar Cierpinski | 8:38,60 |

### Sztafeta 4 × 100 metrów
| Lp. | Państwo         | Zawodnicy                                                            | Wynik |
| --- | --------------- | -------------------------------------------------------------------- | ----- |
| 1.  | NRD             | Manfred Kokot Michael Droese Hans-Jürgen Bombach Klaus-Dieter Kurrat | 39,45 |
| 2.  | RFN             | Jobst Hirscht Klaus Ehl Manfred Ommer Franz-Peter Hofmeister         | 39,49 |
| 3.  | Wielka Brytania | Brian Green Chris Monk Ian Matthews Les Piggot                       | 39,86 |
| 4.  | Francja         | Bruno Cherrier Lucien Réchal Charles Ducasse Joseph Arame            | 40,1  |
| 5.  | Finlandia       | Antti Rajamäki Raimo Vilén Juhani Jaakkola Markku Perttula           | 41,6  |
| –   | ZSRR            | Aleksandr Kornieluk Wołodymyr Atamas Juris Silovs Boris Izmiestiew   | DNF   |

### Sztafeta 4 × 400 metrów
| Lp. | Państwo         | Zawodnicy                                                            | Wynik   |
| --- | --------------- | -------------------------------------------------------------------- | ------- |
| 1.  | RFN             | Hermann Köhler Horst-Rüdiger Schlöske Bernd Herrmann Karl Honz       | 3:04,25 |
| 2.  | ZSRR            | Walerij Jurczenko Leonid Korolow Walerij Judin Siemion Koczer        | 3:05,11 |
| 3.  | Wielka Brytania | John Wilson Alan Pascoe Joe Chivers David Jenkins                    | 3:06,27 |
| 4.  | NRD             | Jürgen Ludewig Jürgen Utikal Benno Stops Andreas Scheibe             | 3:06,63 |
| 5.  | Finlandia       | Stig Lönnqvist Raimo Nieminen Juhani Jaakkola Ossi Karttunen         | 3:12,54 |
| –   | Francja         | Francis Demarthon Daniel Vélasques Lionel Malingre Francis Kerbiriou | DQ      |

### Skok wzwyż
| Lp. | Państwo         | Zawodnik            | Wynik |
| --- | --------------- | ------------------- | ----- |
| 1.  | ZSRR            | Walentin Gawriłow   | 2,15  |
| 2.  | Finlandia       | Asko Pesonen        | 2,13  |
| 3.  | Francja         | Paul Poaniewa       | 2,09  |
| 4.  | NRD             | Stefan Junge        | 2,07  |
| 5.  | RFN             | Walter Boller       | 2,07  |
| 6.  | Wielka Brytania | Mike Colin Campbell | 2,02  |

### Skok o tyczce
| Lp. | Państwo         | Zawodnik            | Wynik |
| --- | --------------- | ------------------- | ----- |
| 1.  | ZSRR            | Jurij Isakow        | 5,30  |
| 1.  | Finlandia       | Antti Kalliomäki    | 5,30  |
| 3.  | Wielka Brytania | Mike Bull           | 5,20  |
| 3.  | RFN             | Reinhard Kuretzky   | 5,20  |
| 5.  | Francja         | François Tracanelli | 5,10  |
| 6.  | NRD             | Wolfgang Reinhardt  | 5,05  |

### Skok w dal
| Lp. | Państwo         | Zawodnik            | Wynik  |
| --- | --------------- | ------------------- | ------ |
| 1.  | ZSRR            | Wałerij Podłużny    | 8,20 w |
| 2.  | RFN             | Hans Baumgartner    | 8,12   |
| 3.  | NRD             | Max Klauß           | 8,03   |
| 4.  | Wielka Brytania | Alan Lerwill        | 7,95 w |
| 5.  | Francja         | Jacques Rousseau    | 7,87   |
| 6.  | Finlandia       | Tapani Taavitsainen | 7,52 w |

### Trójskok
| Lp. | Państwo         | Zawodnik        | Wynik   |
| --- | --------------- | --------------- | ------- |
| 1.  | ZSRR            | Wiktor Saniejew | 16,90 w |
| 2.  | NRD             | Jörg Drehmel    | 16,89 w |
| 3.  | Finlandia       | Esa Rinne       | 16,18 w |
| 4.  | RFN             | Michael Sauer   | 15,86 w |
| 5.  | Francja         | Bernard Lamitié | 15,83 w |
| 6.  | Wielka Brytania | Willie Clark    | 15,64 w |

### Pchniecie kulą
| Lp. | Państwo         | Zawodnik           | Wynik |
| --- | --------------- | ------------------ | ----- |
| 1.  | NRD             | Hartmut Briesenick | 20,95 |
| 2.  | Finlandia       | Reijo Ståhlberg    | 20,27 |
| 3.  | Wielka Brytania | Geoff Capes        | 19,80 |
| 4.  | ZSRR            | Walerij Wojkin     | 19,77 |
| 5.  | RFN             | Ferdinand Schladen | 18,88 |
| 6.  | Francja         | Yves Brouzet       | 18,88 |

### Rzut dyskiem
| Lp. | Państwo         | Zawodnik          | Wynik |
| --- | --------------- | ----------------- | ----- |
| 1.  | Finlandia       | Pentti Kahma      | 63,10 |
| 2.  | NRD             | Siegfried Pachale | 60,48 |
| 3.  | Wielka Brytania | Bill Tancred      | 59,06 |
| 4.  | ZSRR            | Wiktor Żurba      | 57,76 |
| 5.  | RFN             | Hein-Direck Neu   | 56,16 |
| 6.  | Francja         | Frédéric Piette   | 55,14 |

### Rzut młotem
| Lp. | Państwo         | Zawodnik            | Wynik |
| --- | --------------- | ------------------- | ----- |
| 1.  | ZSRR            | Anatolij Bondarczuk | 74,08 |
| 2.  | NRD             | Reinhard Theimer    | 72,06 |
| 3.  | Francja         | Jacques Accambray   | 71,90 |
| 4.  | RFN             | Uwe Beyer           | 71,50 |
| 5.  | Wielka Brytania | Barry Williams      | 71,26 |
| 6.  | Finlandia       | Heikki Kangas       | 68,58 |

### Rzut oszczepem
| Lp. | Państwo         | Zawodnik         | Wynik |
| --- | --------------- | ---------------- | ----- |
| 1.  | RFN             | Klaus Wolfermann | 90,68 |
| 2.  | ZSRR            | Jānis Lūsis      | 84,48 |
| 3.  | Finlandia       | Hannu Siitonen   | 84,08 |
| 4.  | Wielka Brytania | David Travis     | 80,32 |
| 5.  | Francja         | Lolesio Tuita    | 75,98 |
| 6.  | NRD             | Wolfgang Hanisch | 74,24 |